# Des Moines (Nouveau-Mexique)
Pour les articles homonymes, voir Des Moines.
Des Moines est un village de l'État américain du Nouveau-Mexique, situé dans le comté d'Union. Selon le recensement de 2010, sa population est de 143 habitants.